# Coleophora albicilia
Coleophora albicilia é uma espécie de mariposa do gênero Coleophora pertencente à família Coleophoridae.